# Elsa Thomasdotter
Elsa Thomasdotter, även känd som "Lilla Guden" eller Vähä Jumala, var en av de åtalade i den berömda häxprocessen i Katarina under det stora oväsendet.  Hon uppges ha varit den kanske mest framträdande kloka gumman i Stockholm under sin samtid. 

## Biografi
Elsa Thomasdotter var född i Virmo i Finland och emigrerade från Finland till Stockholm. Hon arbetade som ung som piga hos Peder Erlandsson Bååt och Helena "Elin" Fleming (1581–1654) på Östanå slott. Släkten Fleming hade ett gods i Virmo, där Elsa föddes. 
Hennes ålder och födelseår är okända: när hon ställdes inför rätta 1676 uppgav hon sig vara 99 år gammal och ha varit verksam som naturläkare i 91 år, en uppgift som inte ifrågasattes och som troligen berodde på en svårighet att räkna under en tid när människor i allmänhet inte alltid höll reda på sin ålder. Vid denna tidpunkt var hon gammal och blind och försörjde sig som klok gumma. Hon var en framgångsrik och respekterad naturläkare och vida känd för sina naturmediciner i Stockholm, där finländare hade rykte om sig att kunna trolla och därför ofta var framgångsrika som naturläkare. Den finska kolonin i Stockholm kallade henne respektfullt "Lilla Guden". Det uppges att hon inte kunde tala svenska, och att man fick använda sig av en tolk i rätten. 

### Rättegång
Elsa Thomasdotter anmäldes i maj 1676 av Jöran Nilsson Galle, som själv satt åtalad för häxeri. Brittas dotter Annika beskrev Elsas sjukbesök hos Britta Sippel. Annika vittnade om att Elsa hade rört med en kniv i brännvinet, strukit ut det motsols över moderns värkande ben och mumlat besvärjelser. Hon hade också en gång hämtat salva av Elsa, som hade tillverkat den magiska salvan medan Annika såg på och påmint om att den ska strykas ut motsols. 
Hon kunde varken talar eller förstå svenska och målet uppsköts tills den finska församlingens kaplan Johannes Thomaeus kunde ställa upp som tolk. Hon smorde in värkande ben med brännvin och läste en bön på finska, som översattes till: 
"Kom nu Herre Jesu Christe, som äst den bäste Doctor, den bäste läkieren och bäste heelaren, som läker Siäll och Kropp, Kom Herre Jesu Christe och heela denna, giör honom innom till Smerdelöös [= smärtlös], uthan till errlöös [= ärrlös], lätt nedan till blifwa igen lääkt, och ofwan till giör heelan, J Nampn Gud Faders och Sons och dens Helge Andes".
Hennes bön tillhörde en vanlig typ av sjukdomsbesvärjelser som användes i Finland. Att använde Guds namn inom svartkonst var förbjudet av kyrkan. Kaplan Johannes Thomaeus vittnade till hennes förmån att hon var gudfruktig, flitigt hade besökt kyrkan medan hon kunde se och att han hade gett henne nattvarden hemma sedan hon blev blind; han kände till att hon försörjde sig som naturläkare men inte att hon använde sig av besvärjelser. 
Elsa avvisade alla Annikas uppgifter. Elsa medgav till slut att hon tillverkade botande salvor. Inför rätten uppgav hon att hon hade lärt sig att blanda en salva mot benvärk efter att hon blivit blind, och nu sålde denna medicin, som var populär. Hon var beredd att visa upp sina salvor så att domarna kunde se att de gjorts av harmlösa ingredienser utan någon inblandning av Djävulen. Hon hade inte lärt sig att göra salvor av Djävulen utan av Per Erlandsson i Gröneby sex mil från Stockholm, där hon förut varit piga. Hon uppgav även att hon ursprungligen hade lärt sig trolldom av Helena Fleming, med vilket förmodligen menades tillverkning av naturläkemedel, som under denna tid ansågs som en lämplig hushållskunskap för kvinnor. Hon förhördes om kristendomens lärosatser och befanns ha dålig kunskap: hon trodde bland annat att den heliga treenigheten bestod av tre separata gudar. Hon uppgav att hon kallades Lilla Guden eftersom: ”En elak ryska som jag hjälpte satte det namnet på mig”, men medgav till slut att hon fått det för att hon lyckats bota sjukdomar och besvär som professionella läkare inte klarat av, men att hon bar det mot sin vilja.
Hon uppträdde med självförtroende och säkerhet i rätten, och förnekade all form av samröre med Satan. Hon ägnade sig omvittnat åt trollramsor och inkluderade Guds namn i sina ramsor. Att vara verksam som naturläkare som sådan ansågs inte vara trolldom, men naturläkare blandade ofta in Gud och trollramsor i sina behandlingar. Elsa ansåg inte att hon hade brutit mot Guds vilja men samtyckte till att hon hade missbrukat Guds namn och lovade bättring. Domstolen ansåg inte att bota genom besvärjelser var fullt ut samma sak som häxeri, även om signerier var roten och början till trolldom. 

### Utgång
Hennes kollega Helena Olofsdotter angavs vid samma tid av Galle, och kammarmakaren Erik Eriksson, som var känd för att kunna bota rosfeber, angavs av Britta Sippels dotter. Dessa tre utövade en form av trolldom som inte hade något samband med barnaförande till Blåkulla som häxprocessen handlade om, och den typ av trolldom de ägnade sig åt brukade normalt bara resultera i disciplinära kyrkstraff för missbrukande av Guds namn och vidskepelse. Trots att det rådde en intensiv häxpanik i Stockholm när de ställdes inför rätta, blev de tre naturläkarna inte anklagade av någon för att ha bortfört barn till Blåkulla, och ingen påstod att de hade gjort annat än gott med hjälp av sin magi. De förnekade alla tre att de hade samband med Satan men erkände sig skyldiga till att ha missbrukat Guds namn och ägnat sig åt vidskepelse och dömdes därför alla till olika typer av disciplinära kyrkstraff.
Helena Olofsdotter, Erik Eriksson och Elsa Thomasdotter dömdes till skam- och kyrkostraff till att stå vid skampålen på Norrmalmstorg i två timmar före och efter middagstid, med brottsrubriceringen – besvärjelser och vidskepelse – skrivet på en skylt ovanför deras huvuden. I Elsas fall skulle hon dessutom stå fjättrad vid sin påle med en järnring runt halsen och en piska i handen under sammanlagt åtta dagar i följd. Efter detta följde kyrkstraff, under vilket de skulle bikta sig offentligt, Elin och Erik i Katarina kyrka och Elsa i finska församlingen: Elsa tvingades bikta sig tre gånger. Efter kyrkostraff skulle de alla tre fördrivas från staden.